# Erich Segal
Erich Segal   (Brooklyn, 16 de juny de 1937 - Londres, 17 de gener de 2010) va ser un autor, guionista, educador i classicista estatunidenc. És conegut sobretot per escriure la novel·la best-seller Love Story (1970) i la pel·lícula d'èxit del mateix nom.

## Biografia
Fill d'un rabí, Segal va anar a la Midwood High School a Brooklyn i va viatjar a Suïssa a fi de fer cursos d'estiu. Va estudiar al Harvard College, graduant-se el 1958, i després va obtenir el seu màster (el 1959) i un doctorat (el 1965) en literatura comparada per la Universitat Harvard.
Segal va ser professor de literatura grega i llatina en la Universitat Harvard, en la Universitat Yale i en la Universitat de Princeton. Era supernumerari i honorari del Wolfson College de la Universitat d'Oxford.
Segal, que patia la malaltia de Parkinson, va morir d'un atac cardíac el 17 de gener de 2010 i va ser enterrat a Londres. En un elogi proferit en el seu funeral, la seva filla Francesca va dir: "Que va lluitar per respirar, va lluitar per viure, cada segon dels últims 30 anys de malaltia amb una obstinació al·lucinant, és un testimoniatge de qui era - una obsessió cega que el va fer seguir els seus ensenyaments, els seus escrits, les seves curses i la meva mare, amb la mateixa tenacitat. Ell era l'home més obstinat que qualsevol de nosaltre mai coneixerà."